# Cròniques parlamentàries

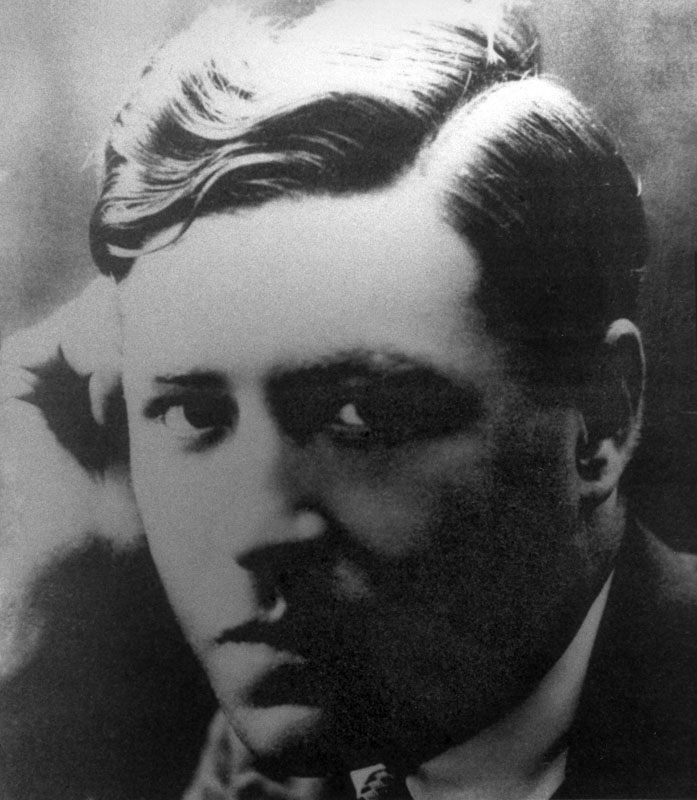
Josep Pla (1917)

Cròniques parlamentàries és una sèrie de tres volums de l'Obra Completa de Josep Pla que recull les seves cròniques polítiques i parlamentàries de Madrid durant els darrers anys del regnat d'Alfons XIII d'Espanya i de la Segona República Espanyola com a periodista de La Veu de Catalunya. Els tres volums són Polèmica. Cròniques parlamentàries (1929 – 1932), publicat el 1982; Cròniques parlamentàries (1933 – 1934), publicat el 1982, i Cròniques parlamentàries (1934 – 1936), publicat el 1983.
Els volums van ser confeccionats per l'editor Josep Vergés després de la mort de Josep Pla. El primer d'ells, Polèmica, recull la majoria de les cròniques de Josep Pla d'entre el 20 de juliol de 1929 i el 12 d'abril de 1931. El segon volum, Cròniques parlamentàries (1933 – 1934), inclou gran part de les cròniques (majoritàriament escrites des de Madrid) d'entre el 14 de gener de 1933 i el 5 d'octubre de 1934, tot i que també inclou un reportatge sobre l'estat del camp a Catalunya. Per acabar, el tercer volum de les Cròniques parlamentàries engloba els articles apareguts des del dia 11 d'octubre de 1934 al 13 d'abril de 1936, moment en què abandona la corresponsalia de Madrid i es retira al mas Pla.

## Anàlisi
Segons el periodista Lluís Bonada, La Veu de Catalunya, òrgan de la Lliga Regionalista, envià Josep Pla a Madrid per «projectar la ironia i la crítica més despietada contra la classe política que havia portat la República». Josep Pla també va denunciar la manca de govern i d'ordre que va viure Madrid:
| «           | ¿Quan començarà d'ésser governat aquest país? La gent té fam d'autoritat, de legalitat, d'ordre, i per ara només troba incoherència, incompetència, arbitrarietat. ¿Serà possible que alguna vegada els polítics pensin en el país? | » |
| — Josep Pla | |   |

Josep Maria Casasús considera que Josep Pla «va reeixir a mantenir un equilibri exquisit entre els ingredients subjectius i els objectius que integren aquest gènere periodístic híbrid».